# Canadier

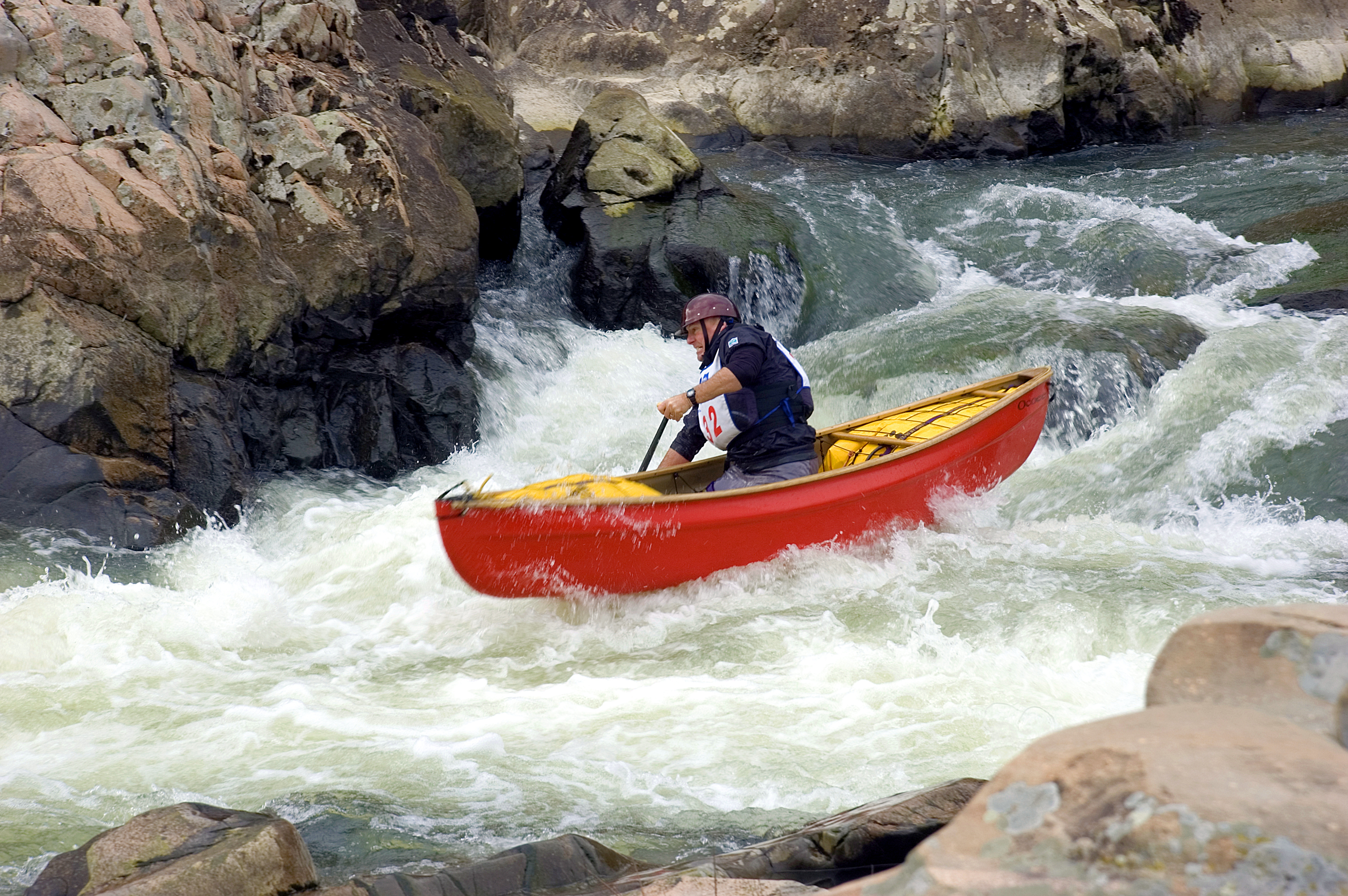
Offener Einer-Canadier für Wildwasser

Ein Canadier – auch Kanadier geschrieben – ist ein zumeist offenes Kanu, das sitzend oder kniend gefahren und mit Stechpaddeln bewegt wird. Ursprünglich von den nordamerikanischen Ureinwohnern als Fortbewegungsmittel in den dicht bewaldeten und unwegsamen Gebieten Nordamerikas entwickelt, wurden solche Boote später von Voyageuren zum Zweck des Pelzhandels verwendet, um große Strecken mit viel Gepäck zu bewältigen.
Canadier und Kajaks sind die beiden wesentlichen Untergruppen von Kanus.
In den englischsprachigen Gebieten der USA und Kanadas werden Canadier als canoe (auch open canoe) bezeichnet. Die gleichlautende Übertragung hat dazu geführt, dass in der deutschen Sprache mit dem Ausdruck Kanu nicht nur im Sport ein Oberbegriff von „Kajak“ und „Kanadier“ bezeichnet wird, sondern daneben gelegentlich auch allein der Canadier als „Kanu kanadischer Indianer“ beziehungsweise ein diesem ähnliches Boot oder ein Einbaum.

## Material und Bauweisen
Canadier wurden zunächst von nordamerikanischen Indianern aus Birkenrinde genäht, später in Wood and Canvas-Bauweise aus Holz mit imprägnierter Leinwand überzogen gebaut. Heute wird Holz auch in Form von wasserfest verleimtem Sperrholz für preiswerte Eigenbaucanadier verwendet. Nach Ende des Zweiten Weltkriegs wurden zahllose Canadier aus Aluminium gefertigt, die von einzelnen Herstellern heute noch produziert werden. Inzwischen hat sich Kunststoff in verschiedenen Varianten als dominierendes Material durchgesetzt, konnte aber keines der anderen Materialien vollständig verdrängen. Die Wahl des Materials wird von Aspekten der Robustheit, Ästhetik und Gewicht beeinflusst.
Neben diesen Booten in fester Bauweise gibt es auch Faltkanadier und Schlauchkanadier.
Canadier sind in der Regel symmetrisch gebaute offene Boote mit zwei spitzen Enden. „Vorne“ und „hinten“ wird nicht durch die Form, sondern allein durch die Sitzposition definiert. Der Abstand des hinteren Sitzes zur hinteren Bootsspitze ist geringer als der des vorderen zur vorderen Spitze.
Nicht symmetrisch gebaute Canadier sind stark vom vorgesehenen Einsatzzweck beeinflusst. Die Asymmetrie kann in unterschiedlich hohen Spitzen bestehen oder in einer nach vorn oder hinten verschobenen Position der größten Rumpfbreite. Manche Kanus haben am Heck einen Motorspiegel.
Canadier ohne Krümmung der Kiellinie („Kielsprung“ genannt) oder gar mit ausgeformtem Kiel haben eine ausgeprägte Spurtreue und sind daher eher für offenes Gewässer geeignet. Solche mit stärkerem Kielsprung sind wendiger und werden bevorzugt in Fließgewässern bis hin zum Wildwasser eingesetzt.
Traditionell werden Canadier mit Sitzbänken ausgestattet. Wildwasserboote haben auf der Kiellinie befestigte Sitzblöcke, sogenannte „Sattel“. Die Sattel haben seitlich vorne Riemenschlaufen, hinten ein querstehendes Stemmbrett. Der Paddler setzt sich rittlings auf den Sattel, steckt die Knie in die Schlaufen und stützt sich mit den Fußspitzen am Stemmbrett ab. So kann er sich im Boot festklammern und einen engen Bootskontakt erzielen. Bei Kenterungen ermöglicht das dem geschickten Paddler eine Kenterrolle ähnlich der Eskimorolle. Wenn nötig, kann sich der Paddler schnell und leicht vom Canadier lösen, indem er die Füße vom Stemmbrett nimmt und nach hinten aus den Schlaufen rutscht.
Canadier, mit denen Playboating oder Canadian Style betrieben wird, haben häufig überhaupt keinen eingebauten Sitz. Als Sit’n’switch wird die Technik bezeichnet, mit der Marathonpaddler unter häufigem Seitenwechsel ihr Boot schnell vorantreiben.

### Teile eines Kanadiers
1. Bug
2. Heck
3. Rumpf
4. Sitz
5. Holm (Ducht) (ein horizontaler Querträger am oberen Ende des Rumpfes)
6. Süllrand / Dollbord
7. Auftriebskörper der verhindert, dass der Canadier nach einer Kenterung untergeht.

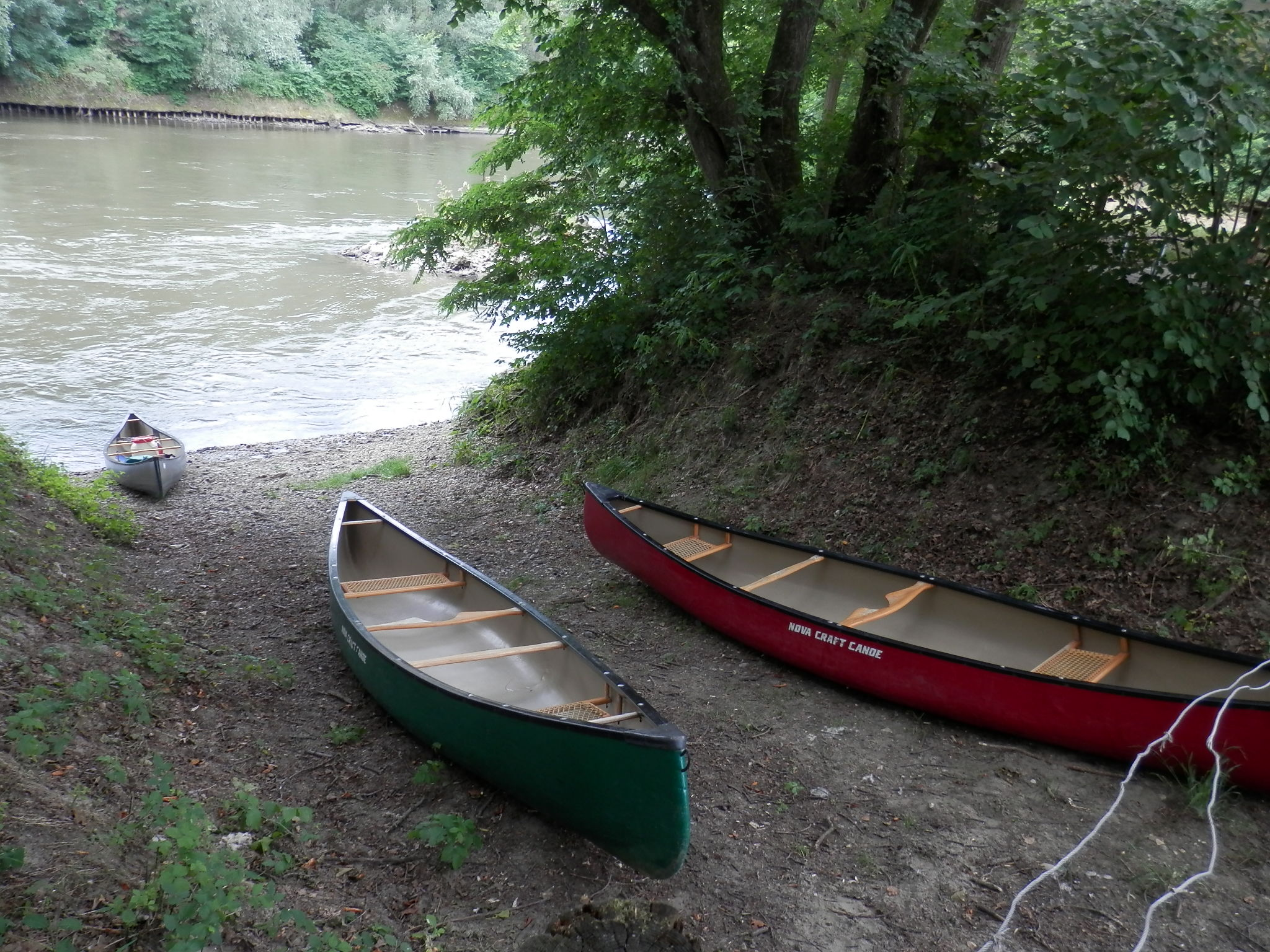
Canadier-Boote an der Mur bei Weitersfeld vorbereitet für die Fahrt nach Bad Radkersburg

Einige Canadier haben, z. B. für Portagen, ein mittig platziertes Tragjoch. Das Joch ist normalerweise als Ducht fest eingebaut. Teilweise gibt es aber auch herausnehmbare Tragejoche, um den Sitz bei Solocanadier optimal zum Bootsschwerpunkt anordnen zu können. Mit Tumplines als zusätzliche Ausstattung kann viel vom Gewicht des Kanadiers von den Schultern auf den Stirnbereich des Tragenden übertragen werden.

## Traditionelle Verwendung

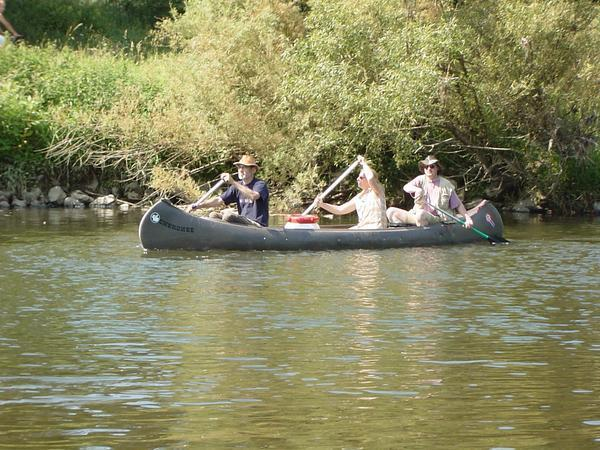
Canadier auf der Sieg

Wandercanadier werden häufig für Kanuwanderungen auf Seen oder ruhigen Flüssen verwendet. Sie fassen relativ viel Gepäck und können – je nach Bauart – mehrere Personen aufnehmen. Deshalb werden sie gerne von Familien genutzt.
Daneben gibt es Canadier in Solobauweise, die von einer Person gepaddelt werden. Unterschiedliche Paddeltechniken ermöglichen das Paddeln ohne Seitenwechsel unter Vermeidung des Gierens des Bootes oder den schnellen Seitenwechsel nach wenigen Paddelschlägen (sit’n’switch-Technik).
Canadier werden bevorzugt leicht gebaut, um ein Umgehen von Stromschnellen oder anderen Hindernissen mittels Umtragen über Portagen zu erlauben.
Canadier zeichnen sich durch einen geringen Tiefgang aus, hierdurch ist das Boot sehr wendig und kann auch flache Gewässer befahren. Durch eine breite Bauweise in der Bootsmitte wird eine hohe Kentersicherheit erreicht.
Die Vorläufer heutiger Canadier wurden von den Indianern Nordamerikas zum Transport, zur Jagd und zum Fischfang genutzt. Sie konnten große Lasten aufnehmen und unterstützten so die nomadische Lebensweise ihrer Erfinder.
Klassische Kanus der Ureinwohner Nordamerikas waren bis zu 10 Meter lang. Diese großen Boote dienten auch zum Transport von Waren und Tieren. Reisekanus konnten sogar gesegelt werden. Die Kanus der Voyageure waren zum Teil noch länger. Manche dieser Kriegskanus (war canoes) konnten zum besseren Überlandtransport auch geteilt werden.
Canadier werden traditionell in kniender Stellung mit Stechpaddeln vorwärts bewegt. Die heutigen Freizeit-Wander-Kanadier werden häufig auch sitzend gepaddelt. Aus Neu-England stammt die Technik des Canoe-Poling, bei der Canadier im Stehen mit einer Stakstange zumeist flussaufwärts ähnlich wie ein Stocherkahn vorangetrieben werden. Sogenannte „Pack-Canoes“ werden tief im Boot sitzend wie Kajaks mit Doppelpaddel vorangetrieben. Sie sind vergleichsweise klein und extrem leicht, so dass mit ihnen auch schmale Wasserwege befahren werden können.
Die klassischen Canadier sind nach oben offene Kanus, mit viel Platz für Gepäck und Personen. Andere Bauweisen gibt es auch in geschlossener Form, insbesondere für das Wildwasser. Wildwassercanadier oder auch Wandercanadier auf schnellen Fließgewässern sind in der Regel mit aufblasbaren Auftriebskörpern ausgestattet, die ein hohes Aufschwimmen eines gekenterten Bootes gewährleisten.

## Wettkampfsport
Der Canadier – im Wettkampfsport ist die Schreibweise mit „C“ noch gebräuchlich – ist ein Sportgerät im Kanurennsport, Kanuslalom, Kanu-Freestyle, Kanumarathon und der Wildwasserabfahrt. Drachenboote und Rafts werden von Grundtechnik her wie Canadier bewegt und z. T. ebenfalls zu dieser Kategorie gezählt. Die beiden erstgenannten Disziplinen sind olympische Sportarten, in allen genannten Sparten gibt es Deutsche Meisterschaften und Weltmeisterschaften. Wettbewerbe mit dem Canadier sind außerdem Teil des Weltcups.

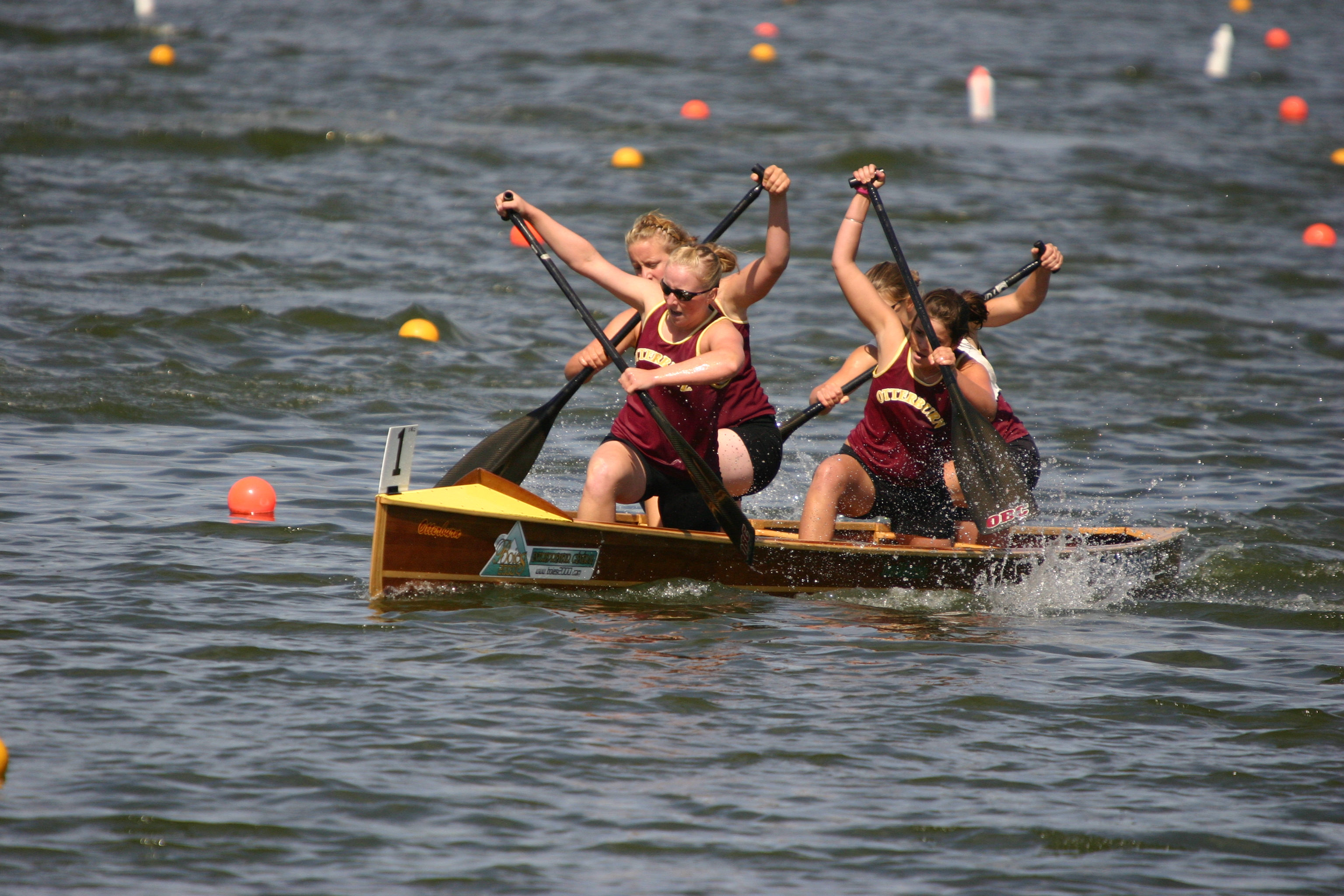
Frauen-Vierercanadier im Rennen

Die Canadier im Kanurennsport sind leichte und nur schwer beherrschbare Sportgeräte. Ein Einer-Canadier (C1) ist bis 5,20 m lang und um die 40 cm breit und bietet gerade eben Platz, um darin zu knien. Die typische Haltung im Boot ist eine Position, bei der das vordere Bein in das Boot gestellt und mit dem hinteren im Boot gekniet wird. Das Boot wird auf nur einer Seite mit einem Blatt (Stechpaddel) angetrieben. Gesteuert wird durch das „Steuerschlag“ genannte Eindrehen des Blattes am Ende des „Schlags“ (das Durchziehen, Entlangführen des Blattes am Boot wird so genannt). Im Zweier-Canadier (C2), Vierer-Canadier (C4) und Achter-Canadier (C8) paddeln üblicherweise jeweils die Hälfte der Sportler auf der rechten und der linken Seite.
Der Deutsche Kanu-Verband beschloss 1920 eine Klasseneinteilung der Kanus in Kajaks („K“) und „Canadier“ („C“). Diese Unterteilung ist so bis heute gültig und der Hauptgrund dafür, dass in den Wettkampfdisziplinen die Schreibweise mit „C“ üblich ist.
Bis 2010 war der Canadierwettkampfsport in Europa (mit Ausnahme des C2-mixed im Kanuslalom und Wildwasserrennsport), im Gegensatz zu Nordamerika, reine Männersache. Mittlerweile von der ICF (International Canoe Federation) anerkannt, werden in den Canadier-Disziplinen seitdem auch Wettkämpfe für Frauen durchgeführt.

## Freizeitsport
Vor allem in Deutschland, wo die Wanderfahrt auf Flüssen (Kanuwandersport) eine lange Tradition hat, ist der Canadier ein verbreitetes Wander- und Freizeitboot für Familien. Die heutigen Wandercanadier sind für Touren auf Seen oder ruhigeren Flüssen mit Gepäck und mit mehreren Personen geeignet. Daneben gibt es Boote, die sich für schnell fließende Gewässer und sogar Wildwasser (WW IV) eignen. Der Einstieg in diesen Freizeitsport erfolgt zumeist individuell oder im Verein.

Kniesitz für das bequeme Wasserwandern
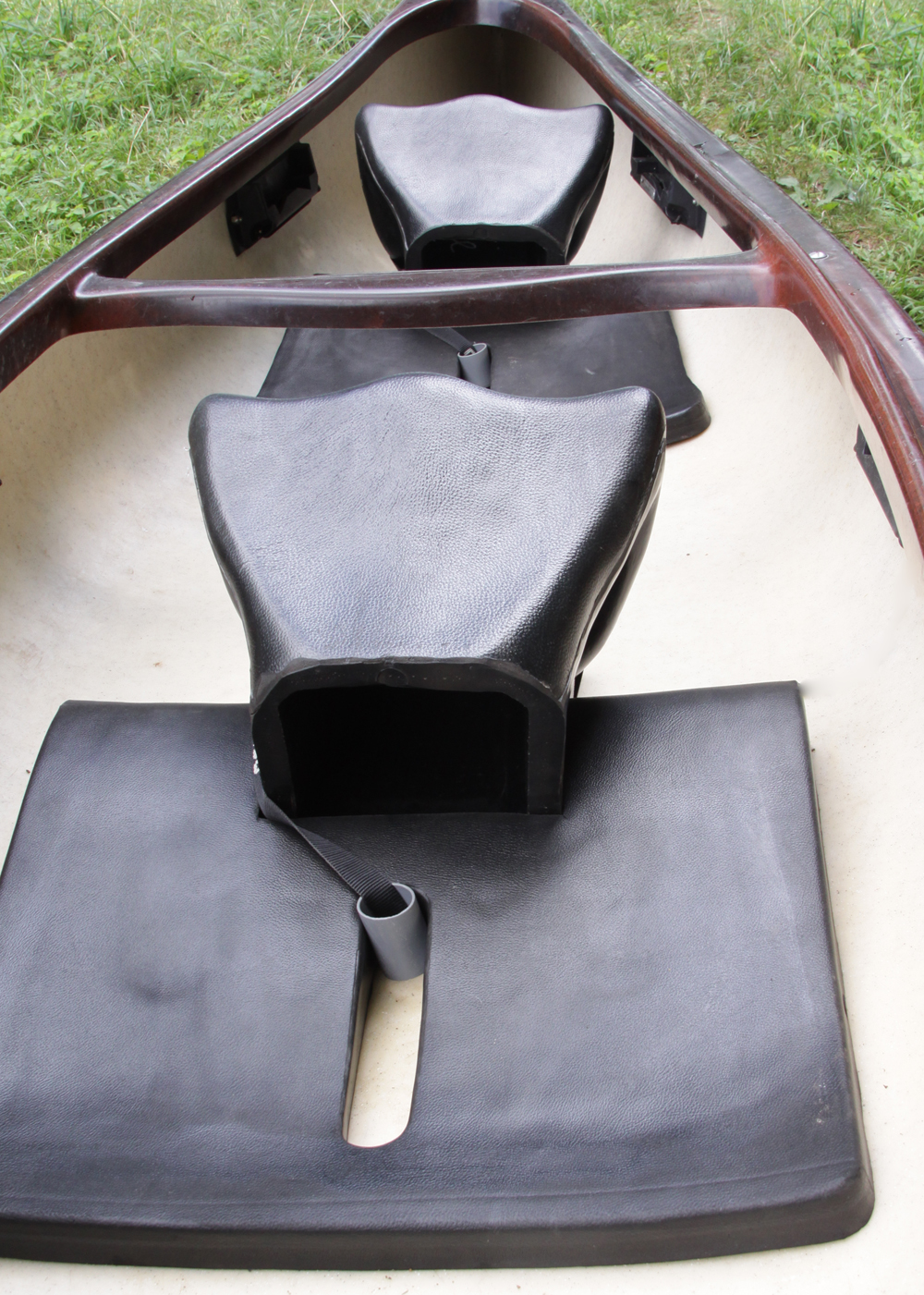
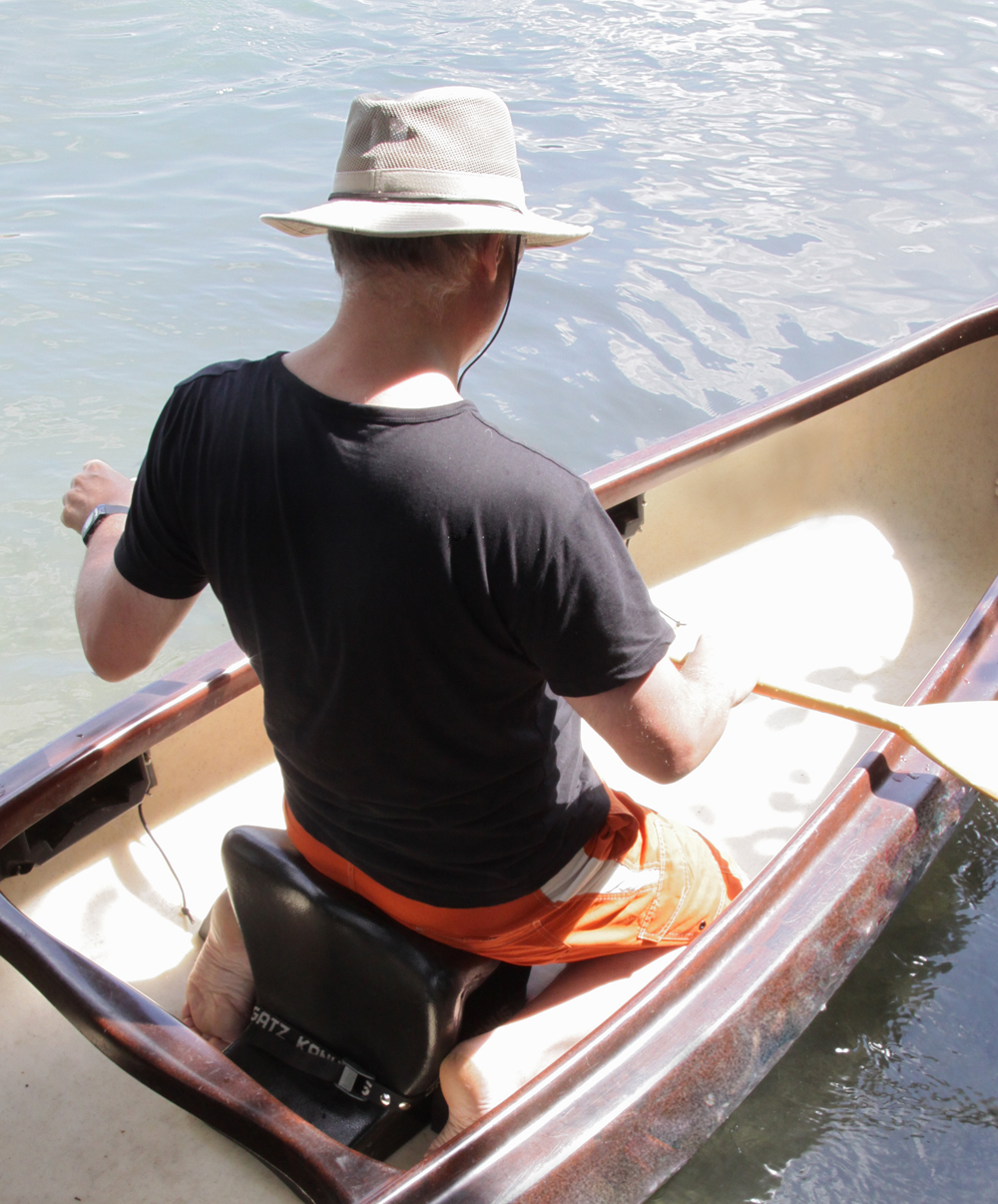
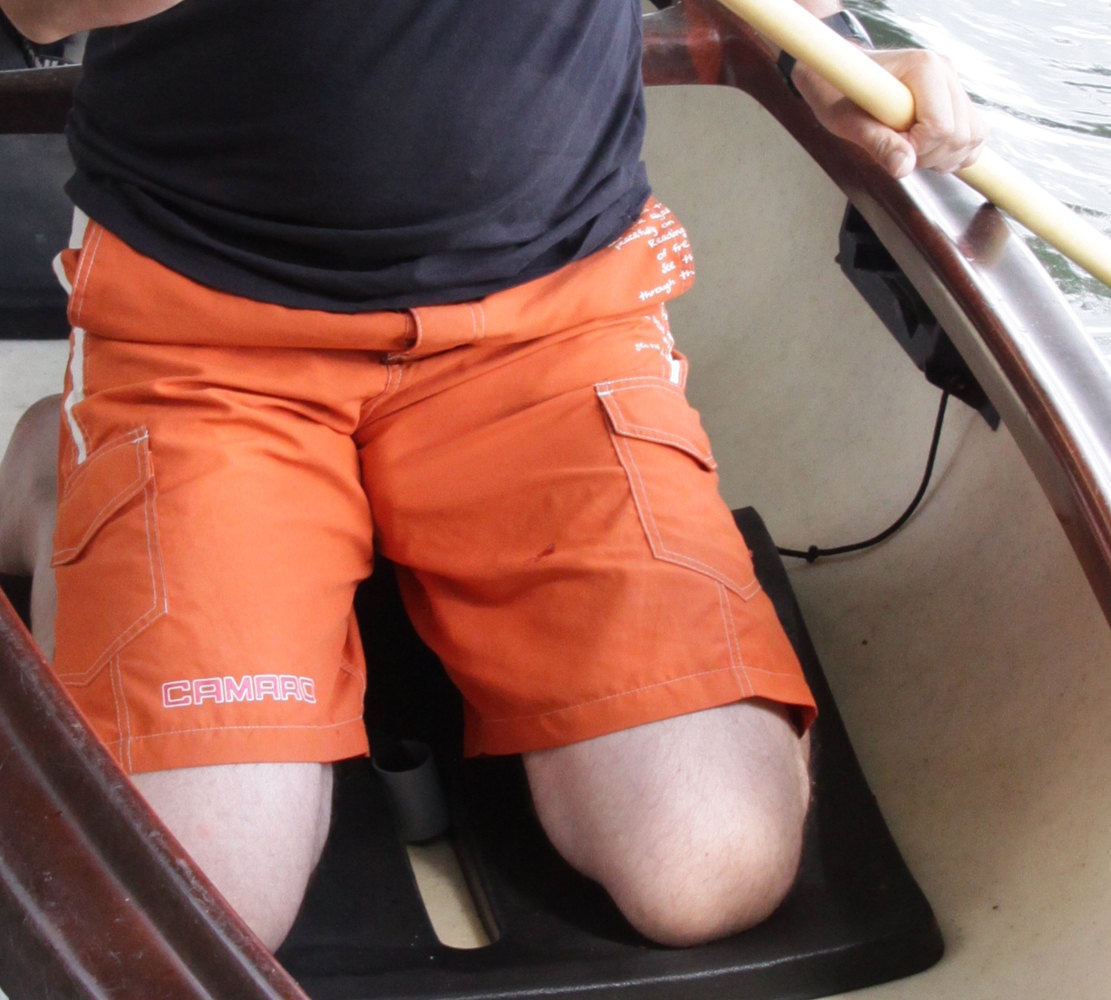